# Annet Negesa
Annet Negesa (sinh ngày 24 tháng 4 năm 1992) là một vận động viên chạy cự ly trung bình người Uganda chuyên trong 800 mét.
Cô được Liên đoàn điền kinh Uganda trao danh hiệu Vận động viên của Năm 2011.